# 17 Cygni
17 Cygni (17 Cyg / HD 187013 / HR 7534) es una estrella en la constelación del Cisne de magnitud aparente +4,99. Se encuentra a 68 años luz de distancia del sistema solar.
17 Cygni es una estrella blanca-amarilla de tipo espectral F7V con una temperatura superficial de 6379 K, unos 600 K más alta que la del Sol. De características semejantes a ι Piscium o Asellus Primus (θ Bootis), brilla con una luminosidad 3,6 veces mayor que la luminosidad solar. Su masa estimada es un 31% mayor que la del Sol y parece ser más joven que nuestra estrella, con una edad aproximada de 2000 millones de años. Su velocidad de rotación, 10 km/s, es 5 veces más rápida que la del Sol.
Su metalicidad parece comparable a la solar; unas fuentes señalan un valor ligeramente superior ([Fe/H] = +0,03) pese a que otras apuntan un valor inferior ([Fe/H] = -0,13). Las abundancias relativas de elementos como sodio, magnesio y azufre están en torno al 70% de los valores solares, mientras que los contenidos de silicio o aluminio son muy semejantes a los encontrados en el Sol.
17 Cygni es uno de los objetivos prioritarios del Terrestrial Planet Finder (TPF) para la búsqueda de planetas terrestres que puedan albergar vida.